# Wiener Frauen (opérette)
 (novembre 2023).
Si vous disposez d'ouvrages ou d'articles de référence ou si vous connaissez des sites web de qualité traitant du thème abordé ici, merci de compléter l'article en donnant les références utiles à sa vérifiabilité et en les liant à la section « Notes et références ».
Personnages
- Claire
- Philip Rosner
- Willibald Brandl
- Johann Nepomuk Nechledil
- Fini, Lini und Tini, les trois filles de Nechledil
- Jeanette, femme de chambre chez Rosner

Wiener Frauen est une opérette de Franz Lehár sur un livret de Hans Bergler (sous le pseudonyme de Ottokar Tann-Bergler) et Emil Norini.
Il s'agit de la première opérette de Lehár, composée toutefois à la même époque que Der Rastelbinder.

## Argument
Claire est la fiancée du riche Philip Rosner. Il y a de nombreuses années, elle était amoureuse de son ancien professeur de piano, Willibald Brandl. Il l'avait séduite avec une valse irrésistiblement chantée. Les deux planifiaient un avenir commun à l'époque, mais cela ne s'est pas produit parce que Willibald est parti en Amérique. Claire a appris entre temps que Willibald s'était noyé. Finalement, elle est tombée amoureuse de Philip Rosner et s’est fiancée avec lui. Peu de temps avant le mariage, elle entend dans une pièce adjacente cette valse, que Willibald avait déjà jouée. Elle réalise soudain que Willibald est toujours en vie et est rentré. Maintenant, elle est déchirée entre les deux hommes et reporte d'abord le mariage prévu avec Philip, également parce qu'elle se sent toujours liée aux anciennes promesses faites à Willibald. Bien sûr, Philip n’est pas enthousiasmé par cette histoire. Il fait tout ce qui est en son pouvoir pour détourner l'attention de Claire vers Willibald. Fini, Lini et Tini, les trois filles du professeur de musique de Bohême Nechledil, doivent représenter celui qu'on confond avec Willibald. Maintenant, Claire est agacée, probablement parce que Willibald ne semble pas s'opposer aux trois filles. En fin de compte, tous font appel à un avocat pour trouver un moyen de sortir de la situation. À cette occasion, Willibald dit au public abasourdi qu'il s'est déjà marié en Amérique et que sa femme est afro-américaine, originaire du Congo. Tous sauf la femme de chambre Jeanette sont consternés. La situation est claire, cependant, car l'avocat découvre que la femme de Willibald a depuis longtemps demandé le divorce. Willibald, qui est maintenant amoureux de Jeanette, déclare immédiatement son consentement au divorce. Après cela, tout se clarifie. Claire épouse Philip et Willibald Jeanette comme prévu.

## Histoire
Bien que cette opérette ait eu un bon attrait auprès du public lors de la première et peu de temps après, cela est principalement dû au célèbre chanteur Alexander Girardi. À l'époque, il travaille avec Lehár. Plus tard, il rompra avec le compositeur, dont il décrit les œuvres plus tardives, notamment celle de La Veuve joyeuse, comme des opérettes sans âme. Quoi qu’il en soit, l'enthousiasme suscité par cette œuvre se dissipe vite. Der Rastelbinder, qui est créé au Carltheater à Vienne, est beaucoup plus réussi (en passant, l’existence ou la première prématurée dans un théâtre en compétition de cette seconde opérette de Lehár provoque des ennuis au Theater an der Wien). La première opérette de Lehár est interprétée en 1903 à Budapest dans une version hongroise. La première représentation enregistrée en Allemagne a lieu le 20 octobre 1906 à Leipzig. Cependant, l'œuvre est retravaillé au cours des représentations. Elle s'appelle maintenant Der Schlüssel zum Paradies et ne se passe plus à Vienne, mais à Paris. Certains passages sont supprimés, d'autres récemment composés. De plus, certains noms de rôles deviennent français. Dans l’ensemble, l'œuvre, sous quelque forme que ce soit, sera rarement joué.

## Postérité
En 2017, la marche Nechledil-Marsch, extraite de l'opérette, est interprétée au concert du nouvel an à Vienne, sous la direction de Gustavo Dudamel. C'est la seule fois où une œuvre de Franz Lehàr est entendue lors de ce traditionnel concert.